# Nga Puna Wai Hockey Stadium
Le Nga Puna Wai Hockey Stadium est un stade de hockey sur gazon basé à Christchurch.

## À propos
Après qu'un tremblement de terre dévastateur en 2011 a rendu ses anciennes installations inutilisables, la communauté de hockey sur gazon de Christchurch était ravie d'ouvrir officiellement deux terrains en gazon artificiel certifiés au niveau international en 2018. Un renouveau bienvenu, le Ngā Puna Wai Sports Hub sert désormais de foyer pour le terrain hautement compétitif de Christchurch. les joueurs de hockey et les fans farouchement fidèles. Ngā Puna Wai signifie « les puits d'eau » dans la langue maternelle maorie, un nom fidèle au système d'irrigation Hunter qui a aidé le complexe sportif ultramoderne à obtenir le statut d'élite mondiale de l'instance dirigeante du hockey sur gazon.

## Compétitions internationales
- 3 matchs de poule de la Ligue professionnelle féminine de hockey sur gazon 2019 (contre la  Grande-Bretagne, l' Allemagne et la  Chine)
- 2 matchs de poule de la Ligue professionnelle masculine de hockey sur gazon 2019 (contre la  Grande-Bretagne et l' Allemagne)
- 4 matchs de la Ligue professionnelle féminine de hockey sur gazon 2020-2021 (2 contre les  États-Unis et 2 contre l' Argentine)
- 4 matchs de la Ligue professionnelle masculine de hockey sur gazon 2020-2021 (2 contre l' Espagne et 2 contre l' Argentine)
- 6 matchs de la Ligue professionnelle féminine de hockey sur gazon 2022-2023 (2 contre l' Australie, 2 contre la  Grande-Bretagne et 2 matchs  Australie -  Grande-Bretagne)
- 6 matchs de la Ligue professionnelle masculine de hockey sur gazon 2022-2023 (2 contre l' Australie, 2 contre la  Grande-Bretagne et 2 matchs  Australie -  Grande-Bretagne)